# آریزناوارا
آریزناوارا (به اسپانیایی: Ariznavarra) یک محله در اسپانیا است که در بیتوریا واقع شده‌است. آریزناوارا ۸٬۷۸۷ نفر جمعیت دارد.